# Under Cover
Under Cover je deváté sólové studiové album britského zpěváka Ozzyho Osbournea vydané v listopadu 2005 u vydavatelství Epic Records. Jeho producentem byl Mark Hudson a album se umístilo na 134. příčce v žebříčku Billboard 200. Album obsahuje pouze coververze; jedna z nich, „Mississippi Queen“ od skupiny Mountain, vyšla i jako singl. V této skladbě hraje na kytaru Leslie West, který byl členem skupiny Mountain a rovněž je spoluautorem skladby. V písni „All the Young Dudes“ zpívá vokály Ian Hunter, který zpíval i v její původní verzi od skupiny Mott the Hoople.

## Seznam skladeb
| Pořadí | Název                     | Autor                                                                | Původní interpret   | Délka |
| ------ | ------------------------- | -------------------------------------------------------------------- | ------------------- | ----- |
| 1.     | Rocky Mountain Way        | Rocke Grace, Kenny Passarelli, Joe Vitale, Joe Walsh                 | Joe Walsh           | 4:32  |
| 2.     | In My Life                | John Lennon, Paul McCartney                                          | The Beatles         | 3:30  |
| 3.     | Mississippi Queen         | Corky Laing, Felix Pappalardi, David Rea, Leslie West                | Mountain            | 4:11  |
| 4.     | Go Now                    | Larry Banks, Milton Bennett                                          | Bessie Banks        | 3:42  |
| 5.     | Woman                     | Lennon                                                               | John Lennon         | 3:45  |
| 6.     | 21st Century Schizoid Man | Robert Fripp, Michael Giles, Greg Lake, Ian McDonald, Peter Sinfield | King Crimson        | 3:53  |
| 7.     | All the Young Dudes       | David Bowie                                                          | Mott the Hoople     | 4:34  |
| 8.     | For What It's Worth       | Stephen Stills                                                       | Buffalo Springfield | 3:20  |
| 9.     | Good Times                | Vic Briggs, Eric Burdon, Barry Jenkins, Danny McCulloch, John Weider | The Animals         | 3:45  |
| 10.    | Sunshine of Your Love     | Pete Brown, Jack Bruce, Eric Clapton                                 | Cream               | 5:10  |
| 11.    | Fire                      | Arthur Brown, Vincent Crane, Mike Finesilver, Peter Ker              | Arthur Brown        | 4:08  |
| 12.    | Working Class Hero        | Lennon                                                               | John Lennon         | 3:22  |
| 13.    | Sympathy for the Devil    | Mick Jagger, Keith Richards                                          | The Rolling Stones  | 7:11  |

## Obsazení
- Ozzy Osbourne – zpěv
- Jerry Cantrell – kytara
- Chris Wyse – baskytara
- Mike Bordin – bicí
- Ian Hunter – zpěv v „All the Young Dudes“
- Leslie West – kytara v „Mississippi Queen“
- Robert Randolph – pedálová steel kytara v „Sympathy for the Devil“, kytara v „21st Century Schizoid Man“